# Новоселки (Мединський район)
Новоселки (рос. Новоселки) — присілок в Мединському районі Калузької області Російської Федерації.
Населення становить 10 осіб. Входить до складу муніципального утворення Село Адуєво.

## Історія
Від 2004 року входить до складу муніципального утворення Село Адуєво.

## Населення
| 2002 | 2010 |
| ---- | ---- |
| 5    | ↗10  |